# 12 steden, 13 ongelukken
12 steden, 13 ongelukken (een allusie op het gezegde twaalf ambachten, dertien ongelukken) was een educatieve Nederlandse dramaserie over ongelukken. De Vara-serie werd van 1990 tot 1995 door Jan Douwe Kroeske en vervolgens tot 1998 door Menno Bentveld gepresenteerd. In de leader wordt beweerd dat de ongelukken altijd waargebeurd zijn en zorgvuldig gereconstrueerd waren, zo mogelijk met medewerking van de betrokkenen. Dit geldt echter alleen voor de eerste seizoenen.

## Ontstaan
Het programma was een idee van Wouter Stips en werd aanvankelijk geproduceerd door Stips en Han Peekel, in opdracht van Veilig Verkeer Nederland en met medewerking van het Ministerie van Verkeer en Waterstaat.
Elke aflevering werd door de presentator ingeleid waarna het drama-gedeelte begon. In het eerste seizoen reed presentator Jan Douwe Kroeske 24 uur mee met politie en/of ambulance om de ongelukken die gebeurden in de regio van die afleveringen te bekijken en betrokkenen te interviewen. Dit gedeelte was niet gedramatiseerd maar echt.
Vanaf het 2e seizoen beperkte dit zich tot een enkele gebeurtenis, later is dit helemaal weggelaten.
Vanaf dat moment werd de serie puur gedramatiseerd. IDTV nam de productie over en het ongeluk (dat altijd door hetzelfde muziekje ingeleid werd) werd door stuntteam Hammy de Beukelaer in scène gezet.
De afleveringen werden professioneler en filmischer qua opzet. Doordat jonge ambitieuze regisseurs op het project werden gezet werd het al snel een uitdaging om kleine 'speelfilmpjes' te creëren. De eindredactie van de Vara ging hierin mee, maar men wilde wel vasthouden aan de herkenbare 'ongeluk-muziek' van Robert Jan Stips. Dit leidde soms tot heftige discussies want de regisseurs hadden of zelf muziek laten componeren (bijvoorbeeld Cor Bolten) of bestaande filmmuziek gebruikt (bijvoorbeeld John Williams, James Horner) voor hun dramatische opbouw. Het gedateerde blikkerige ongeluk-muziekje was dan ook voor veel regisseurs een doorn in het oog.

## Inhoud
In het dramagedeelte werden de levens getoond van verschillende personages, die elkaar meestal niet kenden maar later bij het ongeval betrokken zouden raken. Langzaam werd naar het punt toegewerkt waarop uiteindelijk een ongeluk gebeurde. Deze werden bijvoorbeeld veroorzaakt door het rijden met alcohol op, spelen met vuurwerk of het opvoeren van een brommer.
Nadat het ongeluk gebeurd was, verscheen de presentator in beeld en vertelde hij of de slachtoffers het overleefd hadden en wat de gevolgen waren voor zowel een overlevend slachtoffer als de familie. Daarnaast verklaarde hij hoe het had kunnen gebeuren en hoe het had kunnen worden voorkomen. Hoewel veel ongelukken 'waar gebeurd' waren werd juist de afloop vaak veranderd. Was het in het echt een dodelijk ongeluk, dan overleefde het slachtoffer en vice versa. Dit om het voor de nabestaanden die zich zouden kunnen herkennen, minder confronterend te maken.

## Achtergrond
De leadermuziek komt van de soundtrack van Blade Runner en is gecomponeerd en uitgevoerd door Vangelis.
De serie is jarenlang een springplank geweest voor Nederlands acteer- en regisseertalent. Zo hebben regisseurs Roel Reiné, Elbert van Strien, Will Wissink, Willem van de Sande Bakhuyzen, Pieter Kuijpers en Stephan Brenninkmeijer hier hun eerste ervaringen opgedaan.